# Vájmok
Vájmok, enligt tidigare ortografi Vaimok, är en sjö i Arjeplogs kommun och Jokkmokks kommun i Lappland och ingår i Piteälvens huvudavrinningsområde. Sjön har en area på 8,3 kvadratkilometer och ligger 848 meter över havet. Sjön avvattnas av vattendraget Sarddájåhka.

## Delavrinningsområde
Vájmok ingår i det delavrinningsområde (743649-154919) som SMHI kallar för Utloppet av Vaimok. Medelhöjden är 1 040 meter över havet och ytan är 67,31 kvadratkilometer. Det finns inga avrinningsområden uppströms utan avrinningsområdet är högsta punkten. Sarddájåhka som avvattnar avrinningsområdet har biflödesordning 1, vilket innebär att vattnet flödar genom totalt 1 vattendrag (Piteälven) innan det når havet efter 332 kilometer. Avrinningsområdet består mestadels av kalfjäll (86 procent). Avrinningsområdet har 9,51 kvadratkilometer vattenytor vilket ger det en sjöprocent på 14,1 procent.